# Scolia asiella
Scolia asiella is een vliesvleugelig insect uit de familie van de Scoliidae. De wetenschappelijke naam van de soort is voor het eerst geldig gepubliceerd in 1935 door Johan George Betrem.